# العلاقات البوتسوانية الجنوب إفريقية
العلاقات البوتسوانية الجنوب أفريقية هي العلاقات الثنائية والتاريخية بين بوتسوانا وجنوب أفريقيا. لدى بوتسوانا لجنة عليا في بريتوريا، وبالمقابل لدى جنوب أفريقيا أيضاً لجنة عليا في غابورون. كانت كِلا البلدين مستعمرتان بريطانيتان وهما عضوان في كل من الاتحاد الأفريقي ورابطة دول الكومنولث ومجموعة التنمية لأفريقيا الجنوبية.

## لمحة تاريخية
يعود تاريخ العلاقات بين البلدين إلى تأسيس الاتحاد الجمركي لأفريقيا الجنوبية عام 1910.
شنَّت جنوب أفريقيا عملية عسكرية على الأراضي البوتسوانية هاجمت فيها أهدافاً للمؤتمر الوطني الأفريقي عام 1986. أدان متحدث باسم الرئيس الأمريكي حينها رونالد ريغان هذا الهجوم.
صرَّح الرئيس البوتسواني كوت ماسيره عام 1986 أن جيران جنوب أفريقيا من البلدان الأفريقية المجاورة لها مثل بوتسوانا سيعانون المعاناة الأكبر والأكثر سلباً في حال قامت معظم الدول الغربية بفرض عقوبات اقتصادية على جنوب أفريقيا. وأضاف ماسيره قائلاً: «من الواضح أنه لا يمكننا حظر الغرب من فرض عقوبات على جنوب أفريقيا، ونحن نرحب بكل شكل من أشكال الضغط على نظام الأبارتايد.»
تأطرت العلاقات بين البلدين وأخذت طابعاً رسمياً مع افتتاح كل من البلدين لمكاتب تمثيلية عام 1992. وبلغت العلاقات بين البلدين إلى المستوى الدبلوماسي الكامل رسمياً بتاريخ 22 يونيو عام 1994.
تحسنت العلاقات بين البلدين خلال رئاستيّ تابو إيمبيكي وفستوس موغاي. أمَّا خلال رئاستيّ جاكوب زوما وإيان خاما فتدهورت العلاقات بعض الشيء بسبب الاختلافات على تعيينات الاتحاد الأفريقي وقرار جنوب أفريقيا الانسحاب من المحكمة الجنائية الدولية وزيمبابوي.

## التعاون والتنسيق
أجرى رئيس جنوب أفريقيا تابو إيمبيكي زيارةً رسميَّة إلى بوتسوانا عام 2003 قابل فيها نظيره الرئيس فستوس موغاي. أصدر البلدين بياناً رسمياً أكَّد على أن الرئيسان أجريا مراجعةً للمسائل التي تخص الطرفين إضافةً للقضايا الإقليمية والدولية الواقعة في إطار المصلحة المشتركة مثل اتفاق تأسيس لجنة مشتركة دائمة للتعاون بين بوتسوانا وجنوب أفريقيا. كما عبَّر الرئيسان عن الحاجة إلى «مساعدة شعب زيمبابوي في معالجة المشاكل التي تواجه بلادهم».
اتفق رئيسا البلدين في شهر نوفمبر من عام 2008 على العمل معاً لإيجاد حل للأزمة في زيمبابوي عقب الانتخابات الرئاسية التي جرت في نفس العام.

## الاتفاقيات
- وقَّع البلدين اتفاق ضرائب مزدوج عام 2003.[9]
- ووقَّع الطرفين في عام 2005 ستة اتفاقيات تهدف إلى تحسين التعاون بين البلدين في مجالات عدة ومنها الزراعة والصحة والإدارة المحلية والرياضة والثقافة والنقل.[10]
- وقَّع كل من وزيريّ البيئة من البلدين مع نظيرهما من زيمبابوي على اتفاق لإقامة منتزه لألعاب الصيد على منطقة من الحدود المشتركة بين بوتسوانا وجنوب أفريقيا وزيمبابوي عام 2006 تحت اسم منطقة ليمبوبو-شاشيه المحمية العابرة للحدود.[11]
- وقَّعت شركة السكك الحديدية البوتسوانية عام 2007 اتفاقاً مع شركة سبورنت الجنوب أفريقية للسكك الحديدية. وكان من شأن هذا الاتفاق إنشاء تشاركية اقتصادية ومواءمة في التوقّعات من حيث تحصيص الموارد.[12] وسبق هذا مفاوضات بين الشركتين عام 2006.[13]